# ЗіУ-6205
ЗіУ-6205 — шарнірно-зчленований 17-метровий міський тролейбус російського виробництва, що випускався на Енгельському тролейбусному заводі ЗАО «Тролза» з 1992 до 2002 року і пристосованим для перевезення великих мас пасажирів на прямих і центральних відрізків міста. Тролейбус є продовженням моделі ЗіУ-683. Наступником моделі став 17-метровий зчленований низькопідлоговий Тролза-6206 «Мегаполіс».

## Загальний опис
Тролейбус ЗіУ-6205 — хоч і вважається новітнім, усе ж має багато схожостей із ЗіУ — навіть його перша назва була ЗіУ 6205. «Успадкувавши» багато деталей з попередніх та старіших ЗіУ, тролейбус ЗіУ-6205 отримав не надто міцну оцинковку кузова, що з роками сильно деградувалася, а також і загальну несущу масу у 20 тон при мінімальному завантаженні, тому нормальний строк служби тролейбуса — 10—15 років. Дах тролейбуса зварний, тролеї та струмоприймачі встановлюються на даху на задній секції тролейбуса.
Тролейбус високопідлоговий (висота підлоги салону 60 сантиметрів над землею) та має 4 двостворчастих дверей старого варінту від ЗіУ, що застосовувалися на автобусах та тролейбусах 1980-х років. Має дуже місткий салон, оскільки він зчленований — його загальна місткість становить 116 — 120 чоловік, такі тролейбуси широко застосовуються у центрах величезних міст та на дорогах великого пасажиропотоку. Має 46 сидячих місць — 31 у першій секції і 15 у другій, гормошка тролейбуса гофрова або ж резинова на сталевих тросах, щоправда задня підвіска не надто міцна, і через це 2 секція відхиляється від головної униз. Передок тролейбуса від старіших ЗіУ мало відрізняється — вікна розділені навпіл і має важільні склоочисники; має чітко окреслений стальний бампер бампер та пристрій для буксування. Має 2 передні фари та поворотопоказники, що дублюються тричі із кожної сторони. Друга секція не дозволяє тролейбусу швидко розігнатися, тому такі екземляри їздять зазвичай зі швидкістю не більшою від 20—30 км/год.
Серед можливих вдосконалень тролейбуса є:
- значна модернізація кузова
- покриття шаром антикорозійної сталі
- монтування тонованих вікон
- встановлення додактових продувних люків (у тролейбуса їх лише 2)
- заміна ободів коліс на дискові

Серед можливих серйозних технічних проблем та поламок можуть бути
- деградація кузова через недостатнє оцинкування кузова
- деградація гофрової гормошки, яка рветься
- розхитання підвіски через високу висоту підлоги та відсутність амортизаторів
- западання униз другої секції через недостатню потужність тросів гормошки

## Технічні характеристики
| Модифікація                                                    | ЗіУ-6205                                          |
| Призначення                                                    | міський тролейбус                                 |
| Тип                                                            | зчленований тролейбус                             |
| Габаритні розміри, мм                                          | 17507-2510-3310                                   |
| Висота підлоги над рівнем землі, мм                            | 600                                               |
| Формула дверей                                                 | 1—2—2—2                                           |
| Підвіска                                                       | Пнематична, залежна, важільна                     |
| Сидячих місць, шт                                              | 46                                                |
| Повна місткість, чол                                           | 166                                               |
| Споряджена маса, кг                                            | 15257                                             |
| Повна маса, кг                                                 | 26698                                             |
| Колісна база                                                   | 7050                                              |
| Шум від підвіски та двигуна, Дб                                | 70—100                                            |
| Макс. швидкість при повному завантаженні у 116 чоловік, км/год | 50                                                |
| Макс. швидкість при порожньому салоні, км/год                  | 74                                                |
| Макс.швидкість при 50 відсотків завантаження, км/год           | 65                                                |
| Розгін 0-50 км/год при завантаженні у 70 відсотків, с          | 22                                                |
| Максимальне відхилення від контактної мережі, м                | 4                                                 |
| Радіус повороту, не менше ніж, м                               | 12                                                |
| Матеріал гормошки                                              | гофр, гума                                        |
| Максимально досягаємий підйом при повному завантаженні, %      | 6                                                 |
| Передаткове відношення трансмісії                              | 1:10,7                                            |
| Потужність, кВт                                                | 170                                               |
| Робоча напруга, Вольт                                          | 550                                               |
| Ширина кридору при повороті,м                                  | 6,7                                               |
| Максимальний кут повертання, °                                 | 36                                                |
| Строк служби, не менше ніж, роки                               | 15                                                |
| Додаткові опції                                                | Тоновані склопакети, загальна модернізація кузова |